# Schussen (Schiff)
Die Motorfähre Schussen war eine Eisenbahn- und Automobilfähre auf dem Bodensee, die von 1929 bis 1983 auf der Fährlinie zwischen Friedrichshafen und Romanshorn eingesetzt wurde. Nach der Ausmusterung der Fähre wurden die Aufbauten an Land aufgestellt und dienen als Clubheim des Segel-Motorboot-Club Friedrichshafen.

## Geschichte
Der steigende Bedarf am Eisenbahn-Trajektverkehr über den Bodensee, der nach dem Ende des Ersten Weltkriegs nur noch mit unmotorisierten Trajektkähnen bedient wurde, veranlasste die Reichsbahndirektion Stuttgart zur Bestellung einer Motorfähre bei der Bodan-Werft in Kressbronn. Unter dem Eindruck der Erfahrungen der mit der Meersburg neu eingerichteten Fährverbindung Konstanz–Meersburg im Vorjahr sollte das neue Fährschiff für den kombinierten Eisenbahntrajekt-, Automobil- und Personenverkehr genutzt werden können.
Am 1. Juli 1929 wurde die auf den Namen Schussen getaufte Fähre in Dienst genommen. Namensgeber war die nahe bei Friedrichshafen in den Bodensee mündende Schussen. In den Anfangsjahren wurden deutlich mehr Güterwaggons als Automobile befördert, trotzdem wurde in der Lokalpresse der Wunsch nach häufigeren Fahrten laut.
Am 26. August 1939, eine Woche vor Beginn des Zweiten Weltkriegs, wurde die Schussen zur Verwendung als schwimmende Flakbatterie vorbereitet. Mit Kriegsausbruch wurden auf dem Bodensee sämtliche Schiffsverbindungen zwischen Deutschland und der Schweiz eingestellt. Darüber hinaus sorgte die kriegsbedingte Kraftstoffknappheit dafür, dass die Schussen ungenutzt vor Anker lag, wenn sie nicht für die Wehrmacht Seekabel verlegte, wie 1941 in der Bregenzer Bucht. Als ab 1944 die alliierten Bomberangriffe auf deutsche Städte intensiviert wurden, wurde die Schussen wie eine Anzahl anderer Schiffe 300 Meter vor dem Ufer zur Luftverteidigung Friedrichshafens verankert. Die Schussen war damals mit einem schwarz-weißen Tarnanstrich versehen, die Mittelbrücke war demontiert, das Steuerhaus war auf dem Achterschiff. Die Bewaffnung bestand aus drei Flak. Den Zweiten Weltkrieg überstand die Fähre trotzdem unbeschädigt. Nach dem Krieg beseitigte die Schussen die während des Krieges verlegten Seekabel und führte Hebe- und Bergungsarbeiten vor Immenstaad durch.

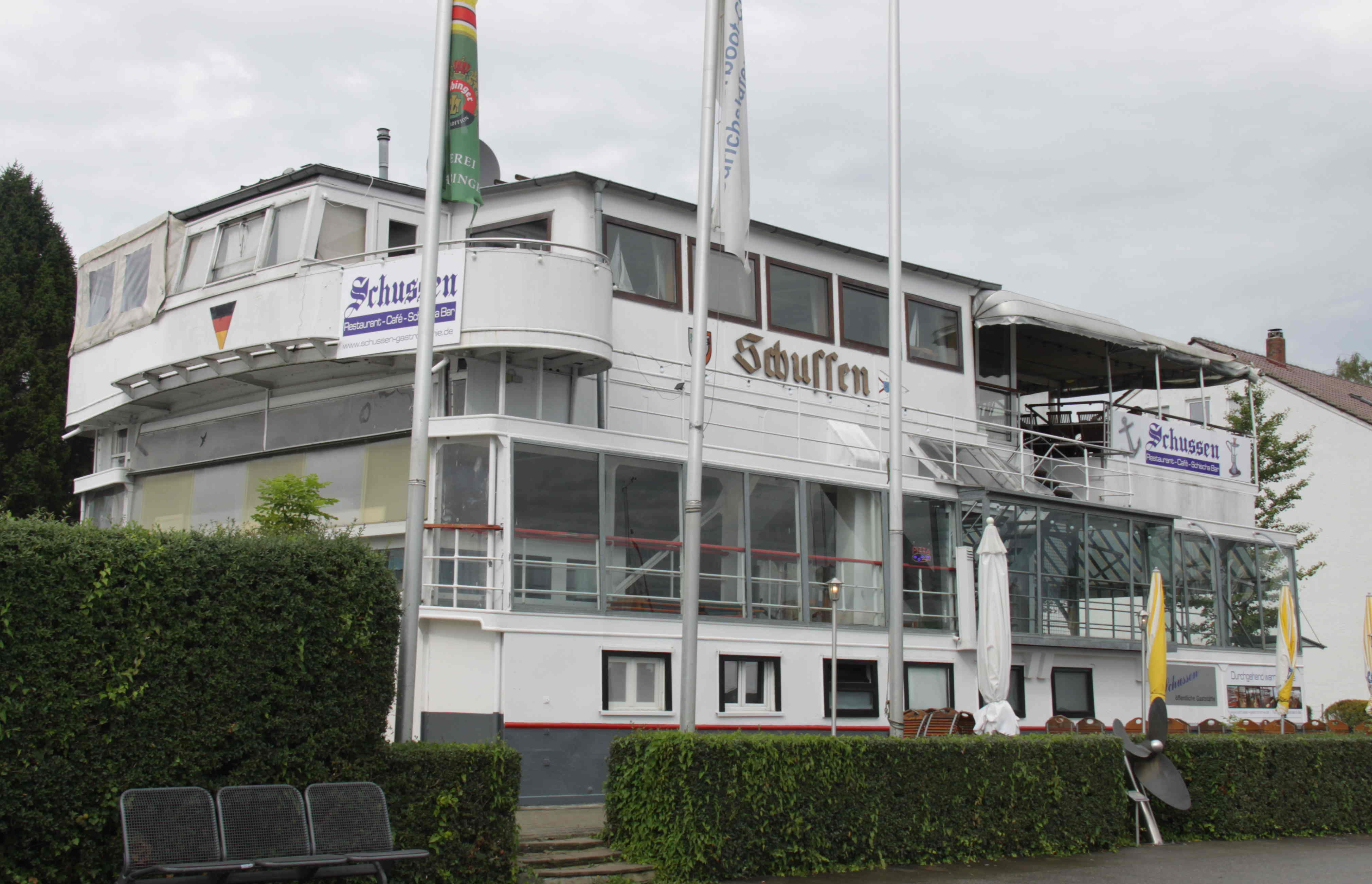
Die ehemalige Schussen als Clubheim in Friedrichshafen

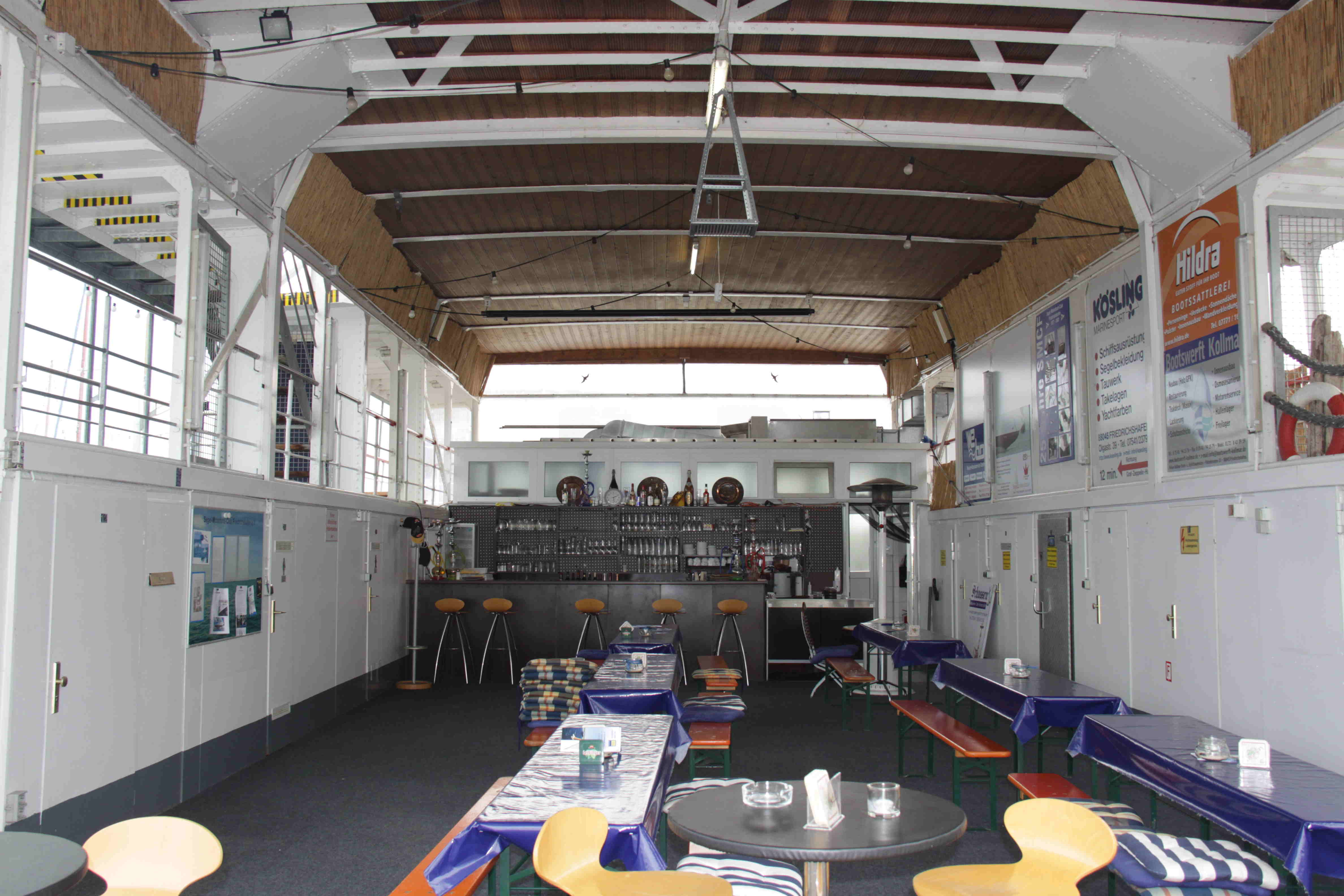
Innenansicht des ehemaligen Ladedecks

Der Eisenbahntrajektverkehr wurde zwar schon 1948 wieder aufgenommen, die Schussen selbst hatte ihren ersten Nachkriegseinsatz aber erst am 15. Mai 1949. Ab 1950 begannen die Planungen, auch den Automobiltransport wieder aufzunehmen. Die Umsetzung der Pläne verzögerte sich aber bis zum 22. Mai 1955. Im Gegensatz zur Vorkriegszeit wurden aber nicht mehr Güterwaggons und Automobile gleichzeitig befördert, sondern Automobile nur noch in den Sommermonaten, Güterwaggons nur noch in den Wintermonaten.
1952 wurde die Fähre umgebaut, unter anderem wurde sie durch den Anbau seitlicher Galerien auf 12,54 m verbreitert. 1958 erfolgte ein weiterer Umbau, bei dem die beiden je 240 PS starken Motoren durch zwei jeweils 500 PS starke MWM-Diesel Typ TRH 335 S ersetzt wurden. Zudem wurde der spitze Schiffsbug zu einem Buganleger umgebaut, damit die Fähre nun auch über den Bug be- und entladen werden konnte.
Die Veränderungen im Gütertransport führten in den 1970er Jahren zu einem stetig sinkenden Bedarf am Eisenbahntrajektverkehr, so dass dieser am 21. Dezember 1974 auf der Schussen eingestellt wurde. Seit Indienststellung der Fähre im Jahr 1929 wurden in 35 Betriebsjahren rund 272.000 Güterwaggons über den Bodensee transportiert. Zum Vergleich: Zwischen der Wiederaufnahme des Automobiltransports im Mai 1955 bis Mai 1979 wurden rund 539.000 Automobile befördert.
Anfang der 1980er Jahre fiel die Entscheidung, die Schussen auszumustern. Ersetzt wurde sie durch die Romanshorner Fähre Rorschach, die von den Schweizerischen Bundesbahnen an die Deutsche Bundesbahn verchartert wurde und am 1. April 1983 als Friedrichshafen ihren Fährbetrieb aufnahm. Die letzte Fahrt der Schussen erfolgte unter regem Interesse der Öffentlichkeit am 20. April 1983.

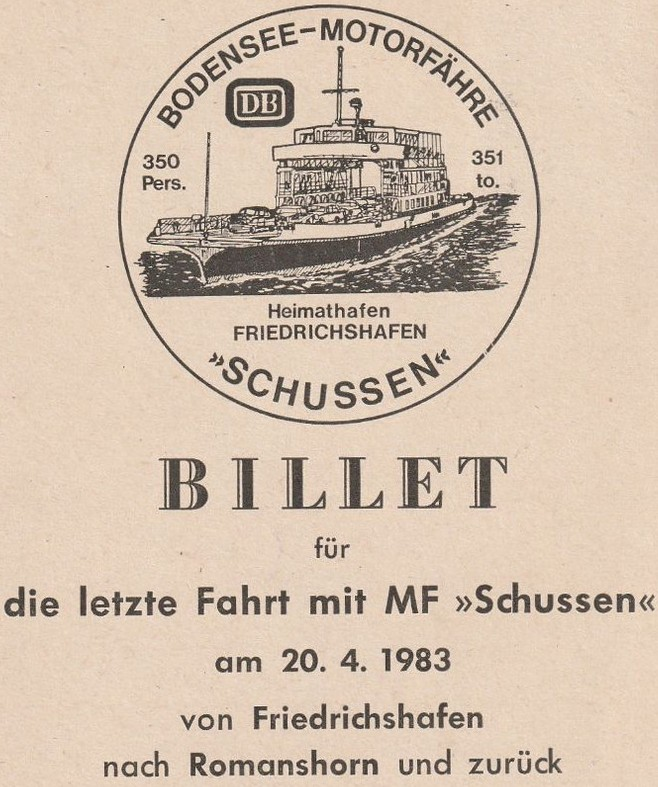
Billet für die letzte Fahrt der Schussen

Sehr schnell bildeten sich Interessensgruppen, die sich für den Erhalt der Schussen als Museumsschiff einsetzten. Es war vorgesehen, mit Güterwaggons auf der Fähre den Eisenbahn-Trajektverkehr darzustellen und die Waggons als zusätzliche Ausstellungsfläche zu nutzen. Ein Gutachten der Bundesbahn stand dieser Weiterverwendung des Fährschiffs entgegen. Nach langen und zähen Verhandlungen konnte der Segel-Motorboot-Club Friedrichshafen (SMCF) die Aufbauten der Schussen übernehmen, in aufwendiger Arbeit sanieren und beim Bundesbahnhafen in Friedrichshafen an Land aufstellen. Dort dient die Schussen noch heute als Vereinsheim und Gaststätte. Der Rumpf selbst wurde verschrottet. Einer der Antriebsmotoren wurde ins Werksmuseum von Sulzer gebracht, der andere Motor wurde mitsamt Propeller und Antriebswelle dem Verein der ersten Bodenseefähre (sie entstand ein Jahr zuvor) übergeben, der den Motor für ein Museum verwenden wollte. Um das historische Image der Baden aufzuwerten, wurde das Baden-Stüble des heute unter Denkmalschutz stehenden Schiffes mit dem aufgearbeiteten Mobiliar der Schussen eingerichtet. Ein  Propeller ist vor dem Clubgebäude des Yachtclubs Immenstaad aufgestellt. Die Schiffsglocke der Schussen ist im Besitz des SMCF.